# Charles Zidler
Pour les articles homonymes, voir Zidler.
Charles-Joseph Zidler est un impresario et homme de spectacle français, né le 29 décembre 1831 à Saint-Cloud et mort le 10 novembre 1897 dans le 9e arrondissement de Paris. Il fut notamment le fondateur du Moulin-Rouge financé par Joseph Oller, et le maître d’œuvre de deux cavalcades du Carnaval de Paris.

## Biographie

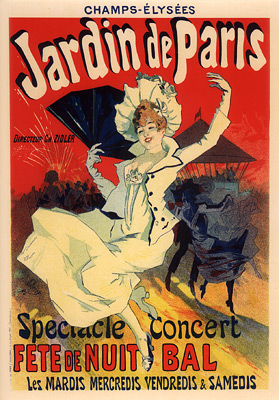
Affiche de Jules Chéret pour le Jardin de Paris dirigé par Charles Zidler, éditée en 1890.

Dans ses mémoires, Yvette Guilbert rapporte ces propos de Charles Zidler :

« Vois-tu, ma p’tite Yvette… j’suis comme toi… fils de mes œuvres… je me suis fait tout seul. À dix ans, je trempais dans c’tte ordure de ruisseau de boue et de tanin qu’est la Bièvre. J’étais dans l’eau puante, pour tanner les peaux de vaches que mon patron ne voulait pas faire ; j’ai appris à lire et à écrire, j’avais quatorze ans, et je ne suis pas très fort. […] Comme j’avais l’flair d’organiser l’plaisir, j’ai fait un jour la connaissance d’Oller, et une fois associés à Paris, nous avons créé les Montagnes russes (dans l’Olympia), le Grand Hippodrome […] puis le Moulin-Rouge, puis le Jardin de Paris »

— Yvette Guilbert, La Chanson de ma vie, Grasset, 1927.
Après avoir été garçon boucher comme son père et apprenti tanneur dans son adolescence, puis prospéré dans le commerce en ouvrant un magasin de chaussures, Charles Zidler devient un créatif entrepreneur de spectacles à succès. Avec son associé Joseph Oller, il  fonde successivement le cirque sous verrière de l’Hippodrome au pont de l'Alma (1877), le café-concert du Jardin de Paris (1885), l’attraction des Montagnes russes (1888), le Moulin-Rouge (1889) et enfin la salle de l’Olympia (1893).
Ouvert boulevard de Clichy le 5 octobre 1889, le Moulin-Rouge doit beaucoup à Charles Zidler qui y impose comme attraction vedette le « quadrille naturaliste » (connu, aujourd’hui, dans sa version édulcorée, comme le french cancan), et engage de nombreux artistes : le célèbre couple que formèrent La Goulue et Valentin le Désossé, Yvette Guilbert, le Pétomane… La séparation de Zidler et Oller en 1892 annonce le déclin de l’établissement, mais ces trois années demeurent légendaires.
Zidler a aussi été « commissaire général », c’est-à-dire directeur, des deux célèbres Cavalcades du Bœuf Gras aux Carnavals de Paris de 1896 et de 1897.
Il était l’oncle du poète patriotique Gustave Zidler (1862-1936).

## Postérité
La destinée de cette figure de la fête parisienne a inspiré la fiction. Le personnage de Charles Zidler a ainsi été incarné à l'écran par :
- Harold Kasket dans Moulin Rouge de John Huston en 1952 ;
- Jean Gabin dans French Cancan de Jean Renoir (1955), où il joue le personnage de Henri Danglard, inspiré par Zidler ;
- Jim Broadbent dans Moulin Rouge de Baz Luhrmann en 2001 (sous le nom anglicisé de Harold Zidler) ;
- Dominique Besnehard dans le téléfilm Mystère au Moulin-Rouge (2011) réalisé par Stéphane Kappes.